# Créneau
Créneau – rzeka we Francji, przepływająca przez teren departamentu Aveyron. Ma długość 18,4 km. Stanowi lewy dopływ rzeki Dourdou de Conques.

## Geografia
Créneau swoje źródła ma na terenie gminy Salles-la-Source, w pobliżu osady Souyri. Początkowo płynie na północ, lecz po około 2 km zmienia bieg na północno-zachodni aż do swojego ujścia. Uchodzi w Nauviale do Dourdou de Conques. 
Créneau w całości płynie na terenie departamentu Aveyron, w tym 3 gmin (stan na 2013 rok): Salles-la-Source (źródło), Marcillac-Vallon i Nauviale (ujście).

## Dopływy
Créneau ma 6 nazwanych dopływów. Są to:
| - Ruisseau de Vanc - Ruisseau de la Base - Cruou | - Ady - Ruisseau de Bruejouls - Ruisseau de Vernholez |